# ДОТ № 410 (КиУР)

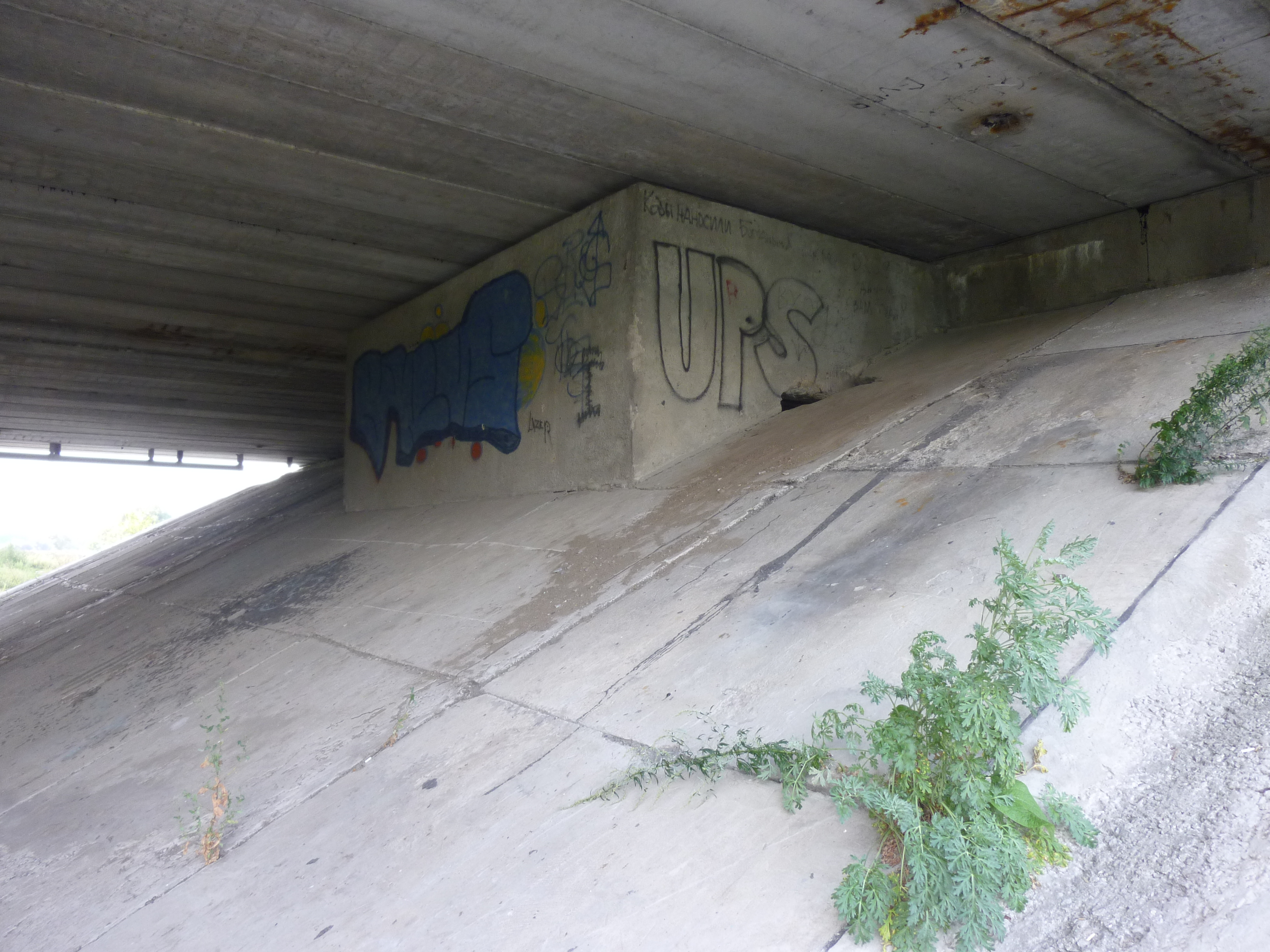
ДОТ 410

50°26′49.15″ пн. ш. 30°14′08.44″ сх. д. / 50.4469861° пн. ш. 30.2356778° сх. д.
ДОТ № 410 — довготривала оборонна точка, що входила до складу першої лінії оборони Київського укріпленого району. ДОТ розташовано під мостом житомирської траси через річку Ірпінь.

## Історія будівництва
ДОТ № 410 належить до класу кулеметний капонір (КК) для ведення флангового вогню у двох протилежних напрямках. Цю одноповерхову споруду побудовано у 1930 році. Вона належить до типу «М1». Тобто споруда могла витримати 1 пряме влучання 203-мм гаубиці. У ДОТ розташовані 2 амбразури для станкових кулеметів. Також є 1 амбразура для ручного кулемета для оборони входу. Станкові кулемети знаходилися у єдиному казематі. Капонір був винесений вперед відносно позицій укріпрайону на берег річки Ірпінь прямо під міст для ведення вогню вздовж річки. Його вбудували у торець шосейного насипу.

## Служба

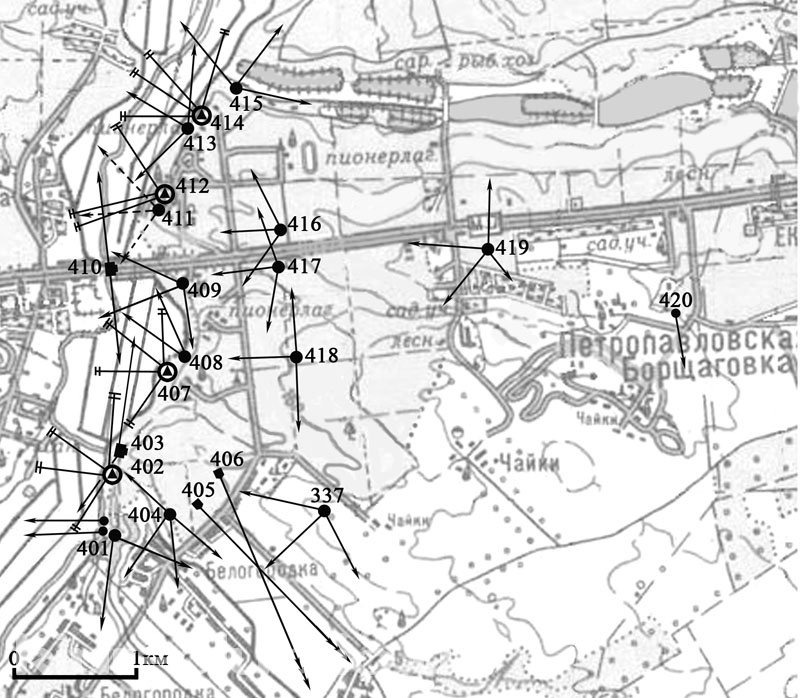
ДОТ № 410 у системі оборони 3-го БРО КиУР

Гарнізон складався із військовослужбовців 193-го окремого кулеметного батальйону КиУР. Організаційно ДОТ входив до складу 3-го батальйонного району оборони (БРО) КиУРа, що прикривав безпосередньо Берестейське шосе (Житомирське шосе). Берестейське шосе було найбільш танконебезпечним для міста Київ. Тому з початком Німецько-радянської війни на даній ділянці споруджена велика кількість польових укріплень, позицій для мінометів, протитанкових та польових гармат.
Гарнізон цього ДОТ одними із перших взяв участь в обороні Києва. У період 11—13 липня 1941 року відносно невеликі німецькі моторизовані загони та розвідка намагалися на цій ділянці перейти річку Ірпінь. Але ворога вдалося зупинити. Скоріш за все гарнізон ДОТ № 410 лише спостерігав за цими подіями, аби не видавати своєї позиції невеликим силам супротивника, яких могли затримати передові пости та польові укріплення КиУР. Потім настала відносно спокійна фаза позиційної війни.
Під час другого штурму КиУР, що розпочався 16 вересня 1941 року, ДОТ № 410 не мав бойового контакту із супротивником. Вдень 18 вересня війська 37-ї армії Південно-Західного фронту розпочинають за наказом відхід з КиУР та міста Київ. Гарнізони ДОТ КиУР належали до останніх, хто відходив на лівий берег Дніпра, серед них був і гарнізон ДОТ № 410. Удень 19 вересня передові загони 71-ї піхотної дивізії німців зайняли територію 3-го БРО без бою, затримуючи лише дезертирів-червоноармійців та перебіжчиків.

## Сьогодення
ДОТ повністю вмуровано в опору мосту. У приміщеннях капоніра збереглося частково вентиляційне обладнання та елементи системи охолодження кулеметів (станом на 2011 рік).

## Галерея

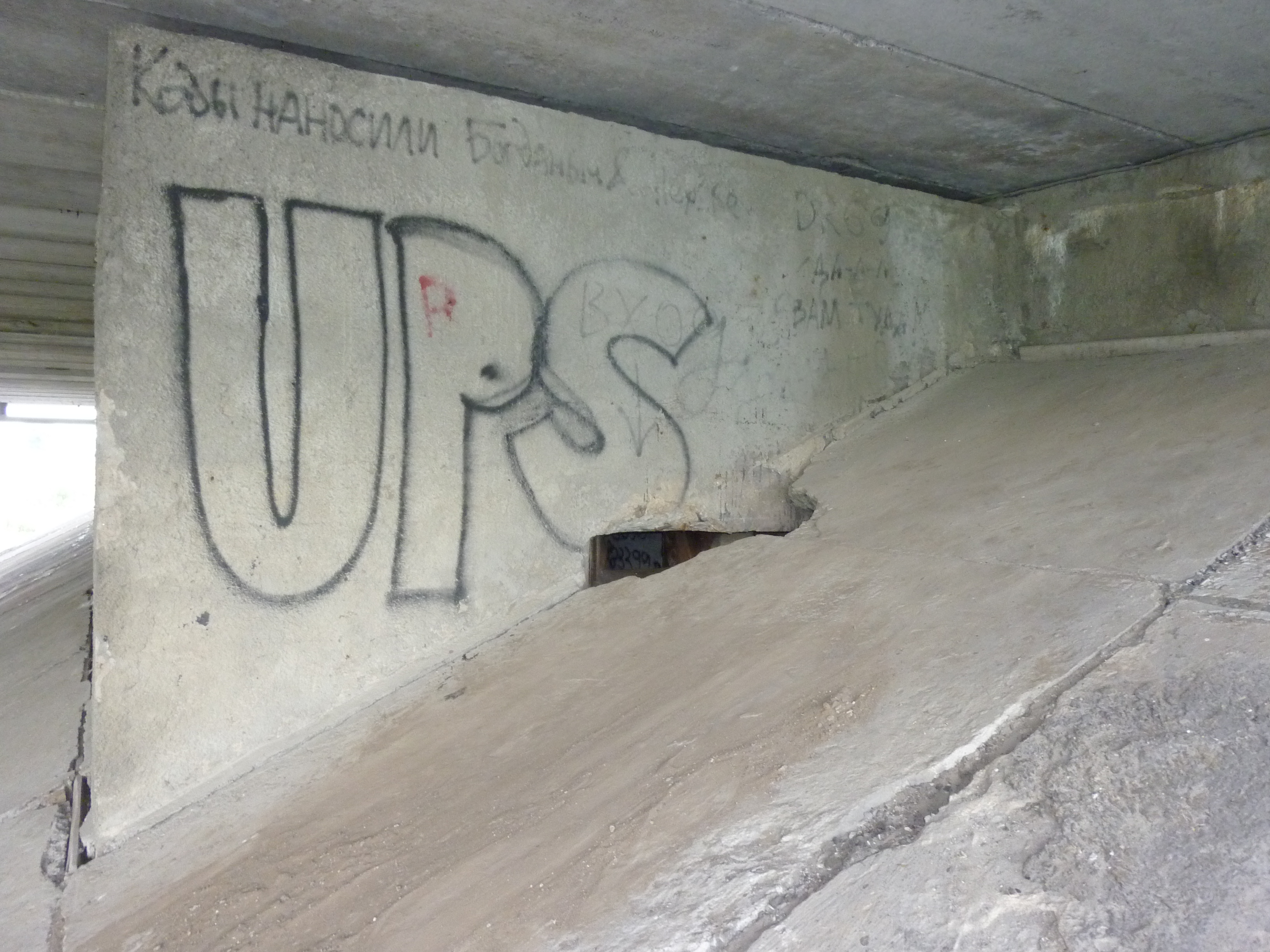
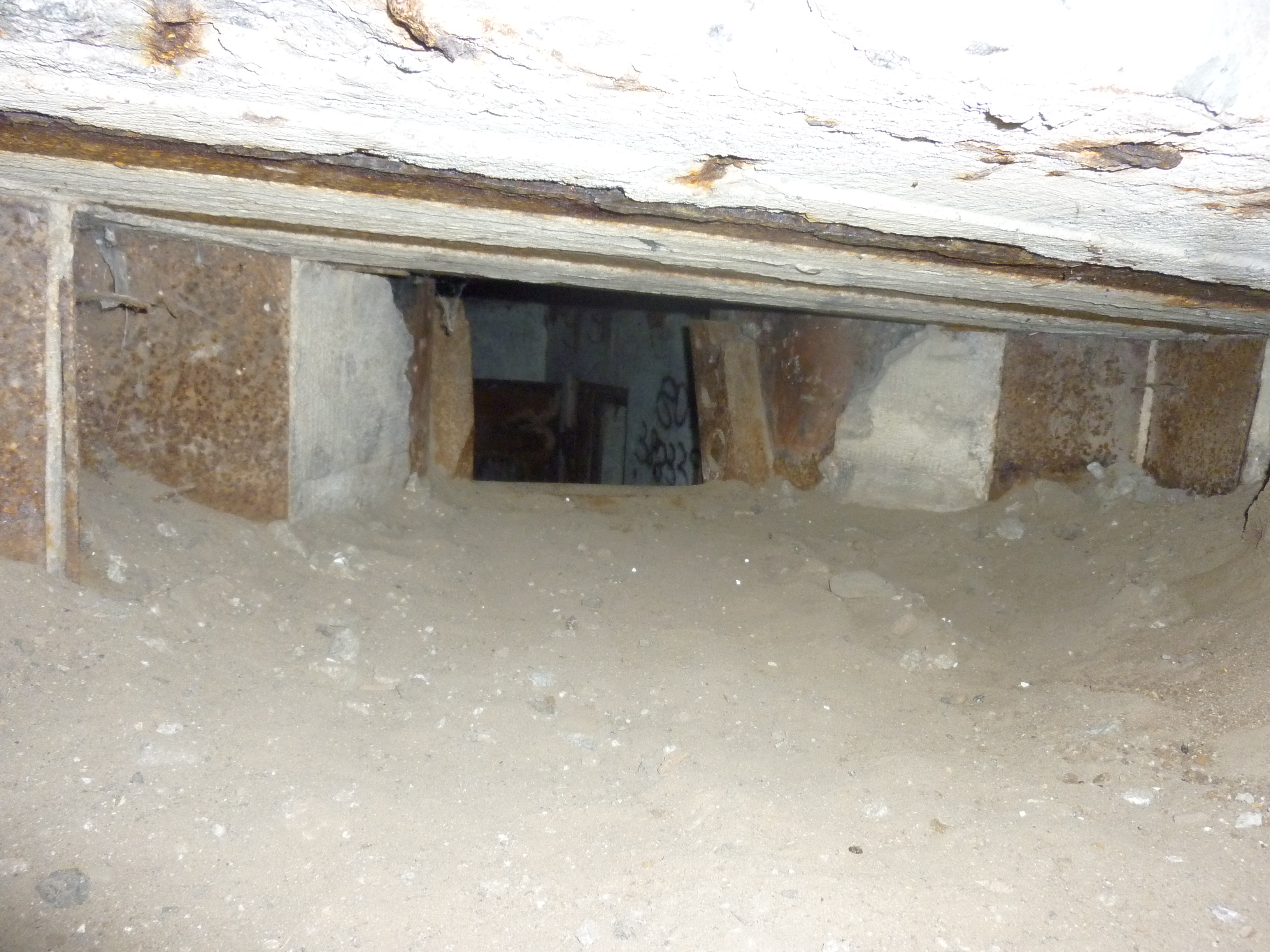
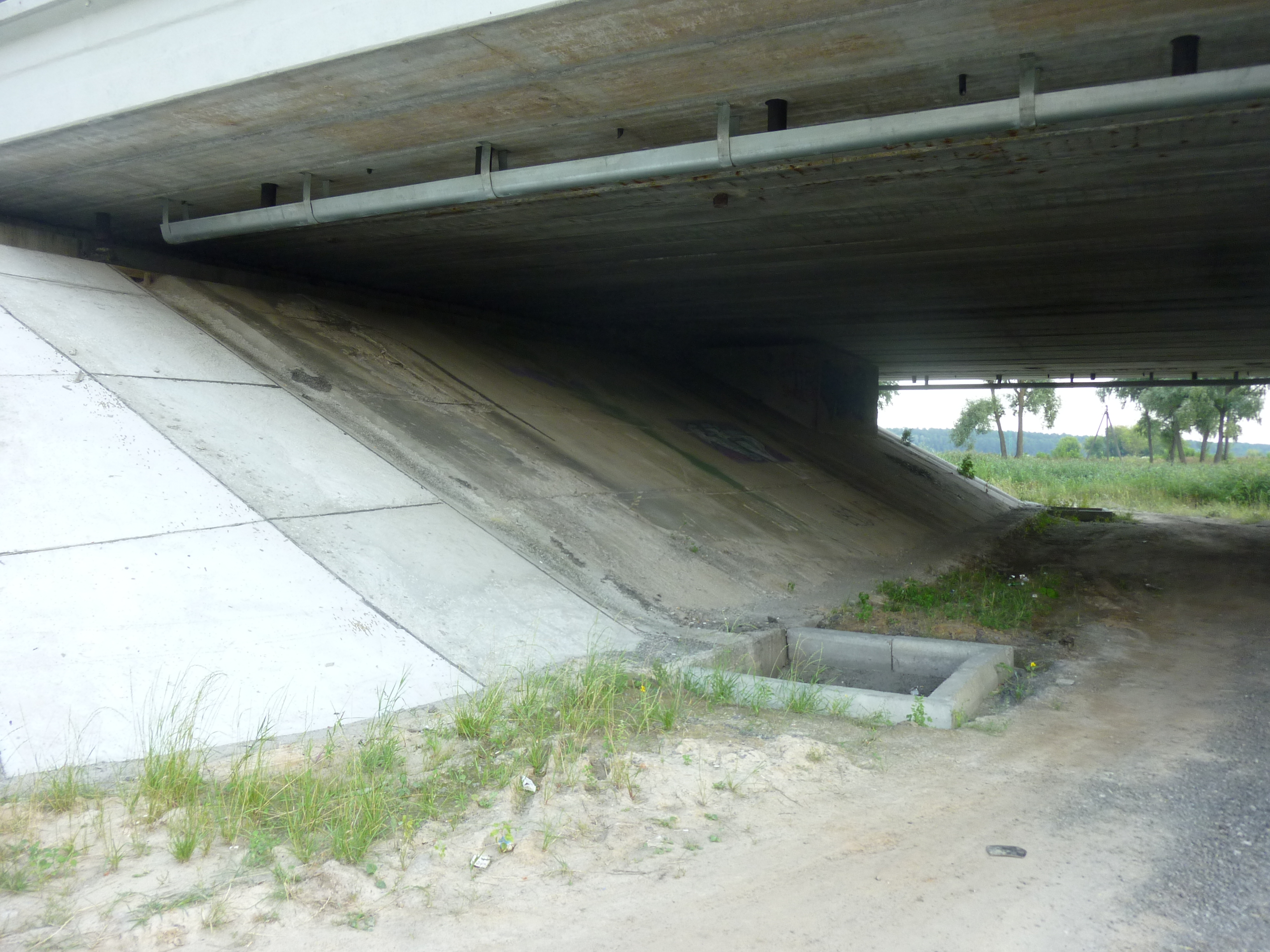
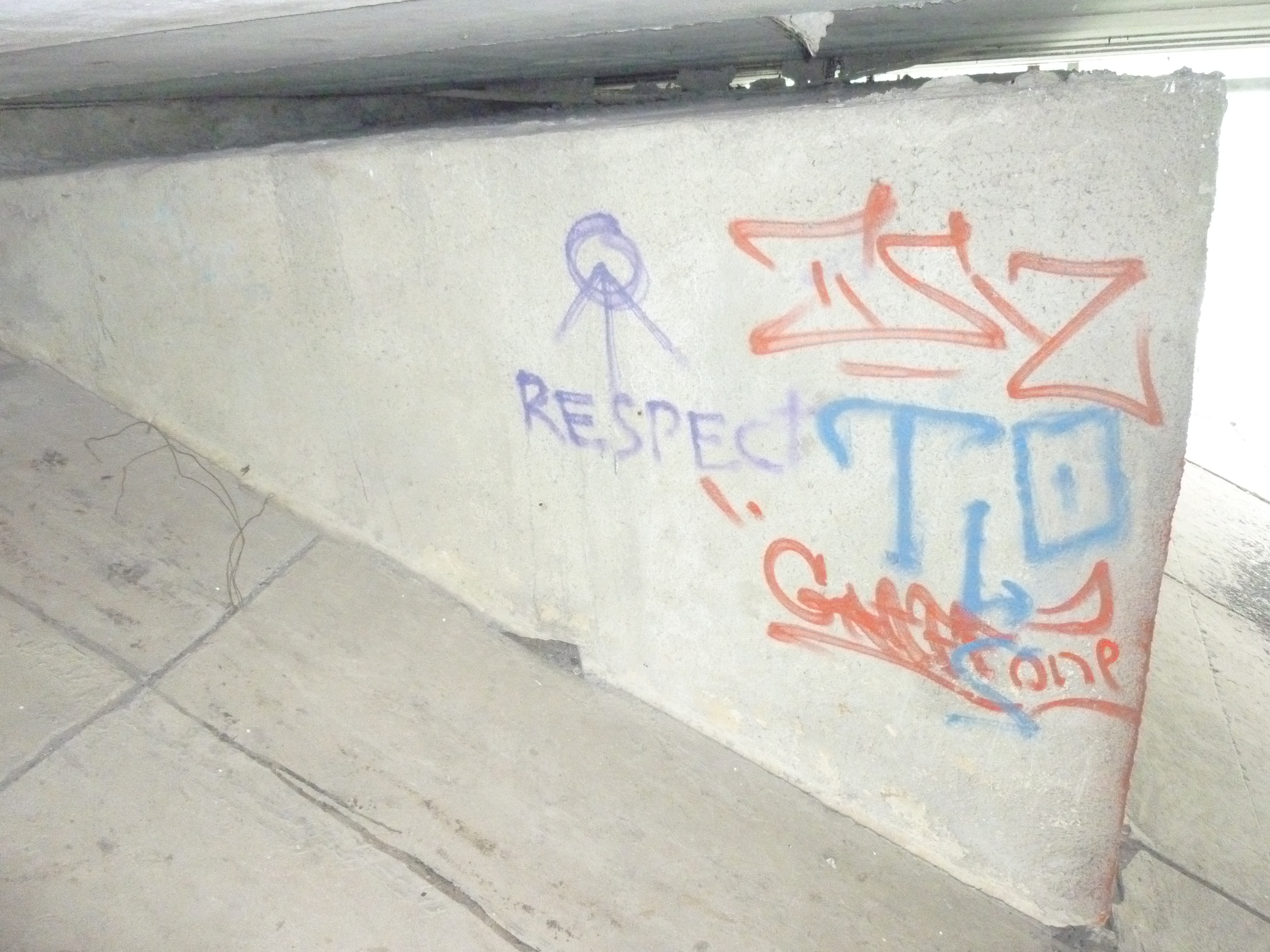